# 马扎尔海尔泰伦德
马扎尔海尔泰伦德（匈牙利語：Magyarhertelend）是匈牙利巴兰尼亚州所辖的一个村。总面积16.16平方公里，总人口655，人口密度40.5人/平方公里（2011年1月1日）。